# Fairmairiana delavayi
Fairmairiana delavayi är en skalbaggsart som beskrevs av Leon Fairmaire 1888. Fairmairiana delavayi ingår i släktet Fairmairiana och familjen Cetoniidae. Inga underarter finns listade i Catalogue of Life.